# Matèria orgànica pirolenyosa o condensable
La matèria orgànica pirolenyosa o condensable són gasos o líquids emesos en forma de vapor o aerosols a l'atmosfera per diverses fonts com, per exemple, fonts de combustió o d'evaporació. En conjunt, els gasos considerats en les emissions d'hidrocarburs són coneguts com a compostos orgànics totals (COT). Aquest concepte inclou tots els compostos carbonats excepte els carburs metàl·lics, monòxid de carboni (CO),
diòxid de carboni (CO₂) i àcid carbònic.

## Matèria orgànica pirolenyosa o condensable en la pirólisi
Aquestes substàncies es desprenen en forma de vapor o aerosols, depenent de la temperatura d'emissió i el vapor de saturació dels compostos emesos.
Quan condensen, es forma un líquid heterogeni que pot separar en dos fases:
-Fase aquosa que conté, principalment, la humitat de la mostra i aigua de reacció on es dissolen quantitats considerables d'àcids orgànics, alcohols i altres volàtils.
-Fase quitrà, on s'han identificat famílies de compostos particulars:
- hidrocarburs lineals saturats i insaturats
- matèria orgànica policíclica
- cetones i lactones cícliques
- compostos fenòlics
- compostos furfurílics
- compostos orgànics nitrogenats